# Égine (ville)
Égine, en grec moderne : Αίγινα, est une ville de l'île du même nom en Attique, Grèce. Elle est le siège du dème d'Égine.
Selon le recensement de 2011, la population de la ville compte 6 867 habitants.